# Yoann Kowal
Yoann Kowal (* 28. Mai 1987 in Nogent-le-Rotrou) ist ein französischer Leichtathlet, der im Mittel- und Langstreckenlauf sowie im Hindernislauf an den Start geht. Seinen größten Erfolg feierte er mit dem Gewinn der Goldmedaille über 3000 m Hindernis bei den Europameisterschaften 2014 in Zürich.

## Sportliche Laufbahn
Erste Erfahrungen bei internationalen Meisterschaften sammelte Yoann Kowal bei den Crosslauf-Weltmeisterschaften 2005 in Saint-Étienne, bei denen er nach 28:23 min den 108. Platz im U20-Rennen belegte. Im Jahr darauf schied er bei den Juniorenweltmeisterschaften in Peking mit 8:58,74 min in der Vorrunde über 3000 m Hindernis aus und 2007 gelangte er bei den U23-Europameisterschaften in Debrecen mit 9:41,75 min auf Rang elf. Anschließend startete er bei den Militärweltspielen in Hyderabad und gewann dort in 8:45,16 min die Bronzemedaille hinter dem Marokkaner Hamid Ezzine und Henry Kipkosgei aus Kenia und belegte im 1500-Meter-Lauf in 3:43,77 min den vierten Platz. Im Dezember lief er bei den Crosslauf-Europameisterschaften in Toro nach 26:41 min auf Rang 67 im U23-Rennen ein. 2009 gewann er bei den Halleneuropameisterschaften in Turin in 3:44,75 min die Bronzemedaille über 1500 Meter hinter dem Portugiesen Rui Silva und Diego Ruiz aus Spanien und im Juni schied er bei den Militärweltmeisterschaften in Sofia mit 1:50,45 min in der Vorrunde im 800-Meter-Lauf aus. Anschließend belegte er bei den U23-Europameisterschaften in Kaunas in 3:51,98 min den siebten Platz über 1500 Meter und schied dann bei den Weltmeisterschaften in Berlin mit 3:46,42 min im Vorlauf aus. Im Dezember gelangte er bei den Crosslauf-Europameisterschaften in Dublin nach 29:12 min den 75. Platz im U23-Rennen. Im Jahr darauf klassierte er sich bei den Europameisterschaften in Barcelona mit 3:43,71 min auf dem fünften Platz über 1500 Meter und im September wurde er beim IAAF Continentalcup in Split mit 3:39,30 min Siebter. 2011 verpasste er bei den Halleneuropameisterschaften in Paris mit 3:48,51 min den Finaleinzug über 1500 Meter und Ende Juli belegte er bei den Militärweltspielen in Rio de Janeiro mit 3:41,50 min den vierten Platz. Anschließend schied er bei den Weltmeisterschaften in Daegu mit 3:37,44 min im Halbfinale aus. Im Jahr darauf gelangte er bei den Hallenweltmeisterschaften in Istanbul mit 7:47,81 min auf Rang zehn über 1500 Meter und im August nahm er über diese Distanz an den Olympischen Sommerspielen in London teil und schied dort mit 3:43,48 min im Semifinale aus.
2013 belegte er bei den Halleneuropameisterschaften in Göteborg in 7:50,89 min den vierten Platz im 3000-Meter-Lauf und im August gelangte er bei den Weltmeisterschaften in Moskau mit 8:17,41 min im Finale über 3000 m Hindernis auf Rang acht. Anschließend gewann er bei den Spielen der Frankophonie in Nizza in 8:43,79 min die Silbermedaille hinter dem Marokkaner Hamid Ezzine. Im Jahr darauf wurde er bei den Hallenweltmeisterschaften in Sopot in der Vorrunde über 3000 Meter wegen einer Randübertretung disqualifiziert und im August siegte er in 8:26,66 min über 3000 m Hindernis bei den Europameisterschaften in Zürich. Ursprünglich wurde er nur Zweiter hinter seinem Landsmann Mahiedine Mekhissi; da dieser aber auf der Zielgerade sein Trikot auszog, wurde er disqualifiziert und Kowal zum Sieger gekürt. 2015 schied er bei den Halleneuropameisterschaften in Prag mit 3:49,99 min in der Vorrunde über 1500 Meter aus und im August kam er bei den Weltmeisterschaften in Peking mit 8:41,65 min nicht über die erste Runde im Hindernislauf hinaus. Im Oktober gewann er dann bei den Militärweltspielen im südkoreanischen Mungyeong in 8:26,71 min die Bronzemedaille hinter dem Tunesier Amor Ben Yahia und Patrick Chukor aus Kenia. Im Jahr darauf sicherte er sich bei den Europameisterschaften in Amsterdam mit 8:30,79 min die Bronzemedaille hinter seinem Landsman Mahiedine Mekhissi und Aras Kaya aus der Türkei. Daraufhin gelangte er bei den Olympischen Sommerspielen in Rio de Janeiro bis ins Finale im Hindernislauf und klassierte sich dort mit 8:16,75 min auf dem fünften Platz.
2017 belegte er bei den Weltmeisterschaften in London mit 8:34,53 min im Finale den 13. Platz und im Jahr darauf wurde er bei den Europameisterschaften in Berlin in 8:36,77 min Vierter. 2019 gelangte er bei den Halleneuropameisterschaften in Glasgow mit 8:02,85 min auf Rang neun über 3000 Meter und im Oktober verpasste er bei den Weltmeisterschaften in Doha mit 8:37,90 min den Finaleinzug. Anschließend gewann er bei den Militärweltspielen in Wuhan in 8:29,72 min die Bronzemedaille hinter dem Kenianer Benjamin Kigen und Bilal Tabti aus Algerien. Nach einer zweijährigen Wettkampfpause startete er 2022 im Halbmarathon bei den Mittelmeerspielen in Oran und belegte dort in 1:09:34 h den achten Platz.
In den Jahren 2008 und 2010 wurde Kowal französischer Meister im 1500-Meter-Lauf im Freien sowie 2014 in der Halle. Zudem wurde er 2014, 2015 und 2017 Landesmeister über 3000 m Hindernis.

## Persönliche Bestzeiten
- 1500 Meter: 3:33,75 min, 8. Juli 2011 in Saint-Denis
  - 1500 Meter (Halle): 3:38,07 min, 5. Februar 2011 in Stuttgart
  - 2000 Meter (Halle): 5:04,18 min, 26. Januar 2013 in Bordeaux
- 3000 Meter: 7:45,11 min, 27. August 2016 in Paris
  - 3000 Meter (Halle): 7:44,26 min, 14. Februar 2012 in Liévin
- 5000 Meter: 13:34,29 min, 16. Juni 2016 in Stockholm
- 10.000 Meter: 28:05,68 min, 16. April 2022 in Pacé
- 3000 m Hindernis: 8:12,53 min, 9. Juni 2013 in Rabat